# Стоян Вълев
Стоян Костов Вълев е български писател и журналист.

## Биография
Роден е през 1956 г. в с. Генерал Инзово, Ямболско. Завършва българска филология в Пловдивския университет, където впоследствие преподава пет години като асистент по „Руска литература на ХХ век“.
Занимавал се е с журналистика още като студент. Преминал е през всички степени на журналистическия занаят – репортер, редактор, главен редактор и управител на медии. 
Основател и главен редактор на сайта „Книги-News“ – всекидневник с новини за живота на книгите и писателите.
Член е на Съюза на свободните писатели в България.
Умира на 2 юли 2017 г. в с. Плодовитово, Чирпанско.

## Творчество
Негови разкази са публикувани в САЩ, Великобритания, Канада, Нова Зеландия, Австралия, Италия, Индия, Непал, Швейцария, Полша. Според критика Веселин Веселинов, разказите на Вълев от сборника „Време за изневери“ се родеят с ренесансовата традиция и нямат аналог в България.
Стоян Вълев е автор и на пиеси и телевизионни сценарии, както и на множество статии на теми от българската история. 